# Moulin La Lorraine de Lac-Etchemin
Le Moulin La Lorraine de Lac-Etchemin est l'un des derniers moulins à eau du Québec au Canada.

## Histoire
Érigé en 1860 sur le ruisseau de la Décharge du lac Caribou, un des plus importants tributaires du lac Etchemin, le moulin Beaudoin a servi à la mouture des grains des cultivateurs de la région durant plus d’un siècle. Il a également inclus un moulin à scie en amont durant une partie de son existence.
C’est Pierre Beaudoin qui l’aurait construit. Ses descendants, Antoine, Wilfrid (père) et Wilfrid (fils) prendront la relève et le garderont en opération jusque vers 1950 alors qu’on cessa d’utiliser l’ancien mécanisme. Les opérations reprirent quelques années plus tard avec un moteur diesel qui servira à produire de la moulée jusqu’au milieu des années 1960.
Le moulin était pourvu à l’origine de deux moulanges en pierres importées d’Allemagne et d’une scie à « chase » remplacée plus tard par une scie ronde. Les moulanges étaient actionnées par un pouvoir hydraulique constitué par une chaussée et une grande roue en bois de 22 pieds de hauteur.
La grande roue a été conçue à l’extérieur du moulin avec de grandes boîtes de bois au lieu de palettes. Cette conception avait l’avantage d’augmenter la puissance de l’eau et de faire tourner la roue plus rapidement. Une fois la conception de la roue achevée, il a fallu l’amener au moulin et la démonter entièrement pour ensuite la remonter à l’intérieur.*
* Ce texte est tiré d’un recueil de recherches généalogiques effectuées par la famille Beaudoin. Nous remercions la famille de nous y avoir permis l’accès

## Identification
- Nom du bâtiment : Moulin La Lorraine
- Adresse civique : 1286, route 277, Lac-Etchemin (Québec)  G0R 1S0
- Municipalité : Lac-Etchemin
- Propriété :

## Construction
- Date de construction : 2007
- Note : Construit en partie sur les fondations du Moulin Beaudoin (1860)
- Nom du constructeur :
- Nom du propriétaire initial :

## Chronologie
- Évolution du bâtiment :
- Autres occupants ou propriétaires marquants :
- Transformations majeures : Remise à neuf du bâtiment pour le transformer en centre d'arts.

## Mise en valeur
- Constat de mise en valeur :
- Site d'origine : Oui
- Constat sommaire d'intégrité :
- Responsable :

## Note
Le plan de cet article a été tiré du Grand répertoire du patrimoine bâti de Montréal et de l'Inventaire des lieux de mémoire de la Nouvelle-France.